# IBM 7090
IBM 7090，第一台晶体管计算机，使用穿孔卡片，由IBM制造。有32K内存，系统用5K，用户用27K，用户数据在内存和一台磁鼓之间切换。运行着最为著名的批处理系统 IBSYS